# 歌まくら (喜多川歌麿)

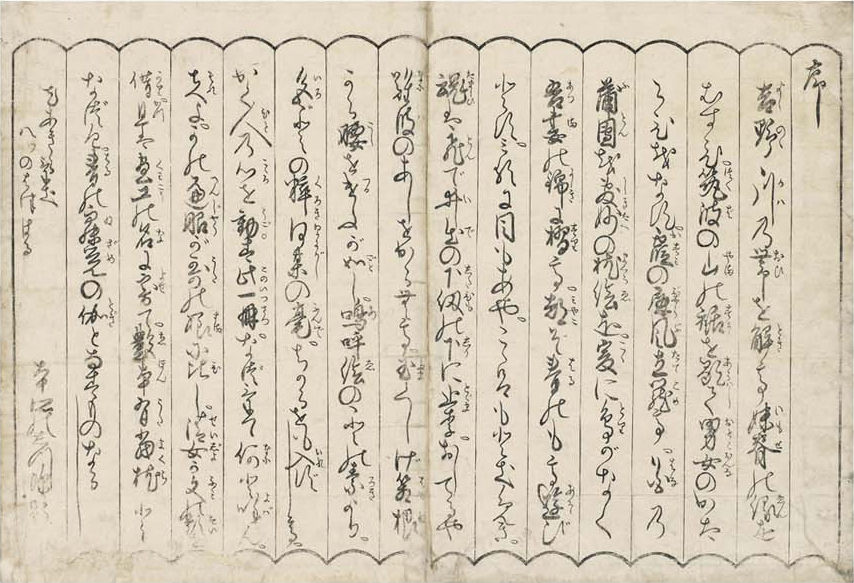
『歌まくら』

『歌まくら』は、1788年に発刊された喜多川歌麿による春画本。12図が掲載されており、書入れはない。